# Fovel
De jeneverstokerij Fovel is de laatste overblijvende destilleerderij in het Brusselse Gewest opgericht in 1864.

## Geschiedenis

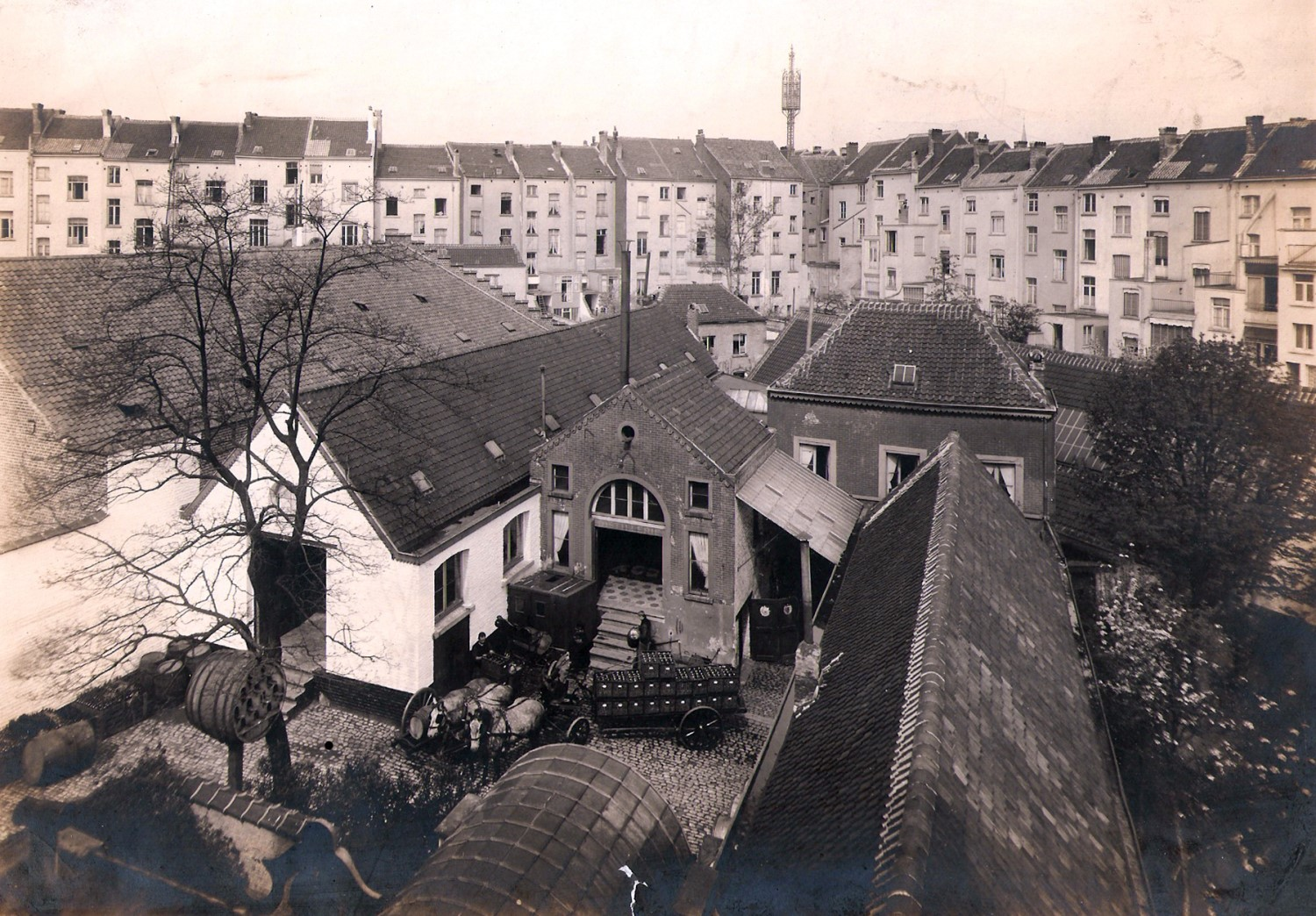
Gebouwencomplex stokerij Fovel

De oprichter Joseph Fovel verhuisde naar Brussel in 1864 en vestigde zich in 1869 in Schaarbeek in de Tiéfrystraat, 69 om er een stokerij te beginnen. Doorheen de jaren werden de gebouwen al naargelang de behoeften en noodwendigheden aangepast. Zo werd een verdieping bijgebouwd om een hogere stookketel en verwarmingsinstallatie te kunnen plaatsen en werden aanpalende gebouwen aangekocht.

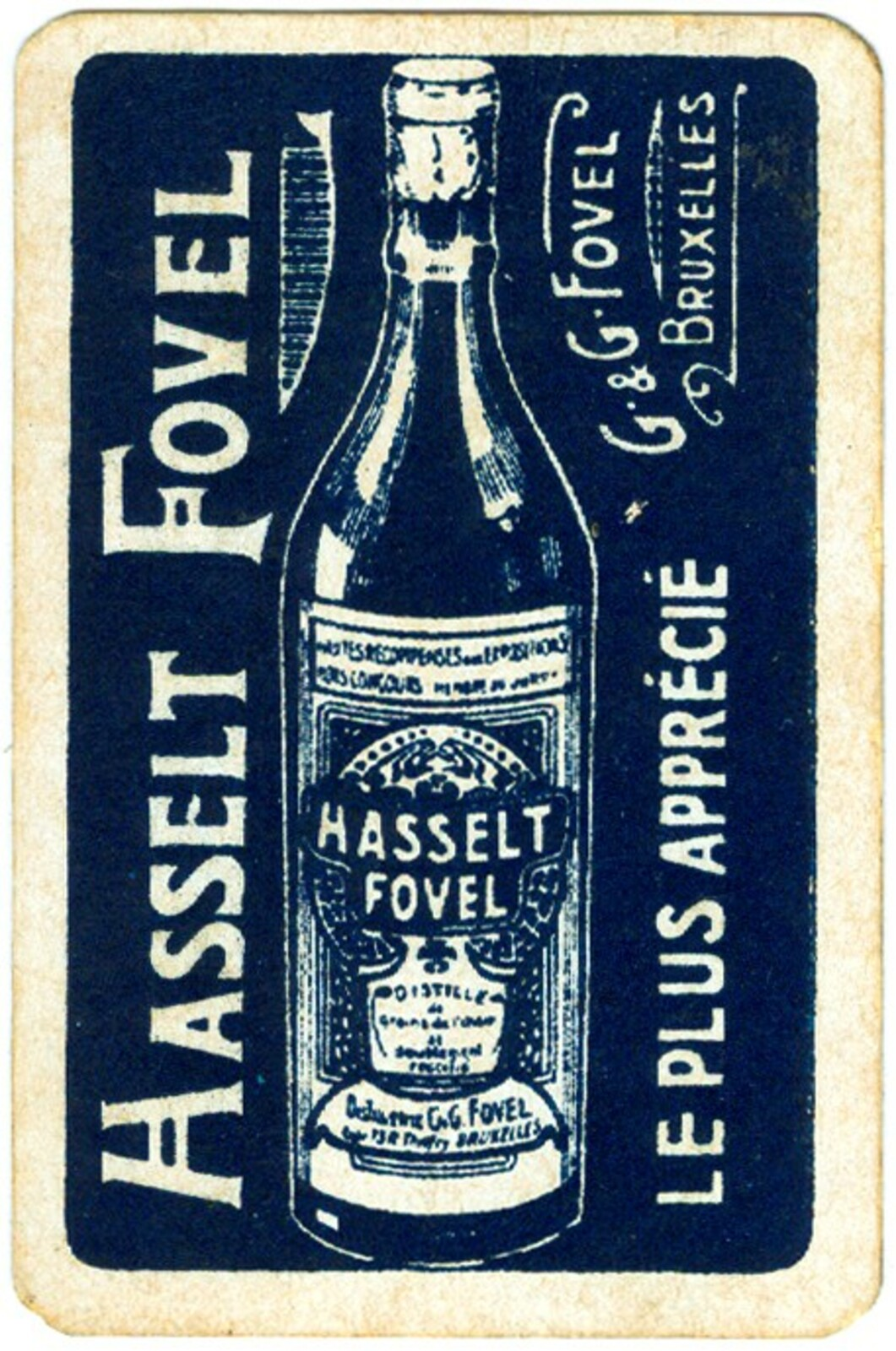
Speelkaart 'Hasselt Fovel' voor stokerij G. & G. Fovel, Brussel, circa 1910-1940

De vermelding “Hasselt” samen met de bedrijfsnaam, tevens zijn familienaam diende doelbewust als uithangbord voor kwaliteit. Bij het uitbreken van de Eerste Wereldoorlog beschikte het bedrijf zelfs over drie stookketels, waarvan er twee door de Duitsers in beslag werden genomen. De laatste stookketel werd nog tijdig in de tuin begraven en zo gered om na de oorlog opnieuw te kunnen opstarten.
De stokerij Fovel is nog altijd een familiebedrijf, het zijn in 2023 de vijfde en zesde generatie die het besturen, vader en zoon Thierry en Diederik Fovel. Tussen de jaren 1935 en 1979 waren er moeilijkheden onder andere door erfeniskwesties bij de talrijke nazaten van de derde en vierde generatie. In 1979 kocht Yves Fovel de erfgenamen uit om een eenduidige koers te kunnen varen. Het is rond die periode dat Brussel zijn 1000-jarig bestaan vierde en die gelegenheid greep hij aan om twee nieuwigheden op de markt te brengen: een likeur, Grand-Place, op basis van sinaasappel en Manneken Pis, een jenever.
Bij Fovel wordt nog gestookt met de oorspronkelijke installaties en volgens authentieke recepten. De stokerij stookt onder andere jenever van de 'Griotte de Schaerbeek', de zure kriek die vroeger overal in de gemeente werd geteeld.
De stokerij heeft een collectie met oude eiken vaten, flessen, schilderijen en promotiemateriaal. Het archief bestaat uit een fotocollectie met familie- en bedrijfsfoto's en het bedrijfsarchief. De collectie wordt af en toe opengesteld.